# Авантіварман
Авантіварман (*д/н — 883) — засновник династії Утпала в Кашмірській державі. Панував у 855—883 роках.

## Життєпис
Був онуком Утпали, що був впливовим міністром за часів династії Каркоти. Один з його нащадків одружився з представницею панівного роду. Ймовірно обіймав посаду першого міністра. У 855 році повалив Утпалапіду з династії Каркота, встановивши владу власного роду.
Спочатку спрямував зусилля стосовно відновлення господарства держави, яке було порушене внутрішніми конфліктами наприкінці існування династії Каркота. З метою збільшення зрошених земель та захисту від повеней було створено греблю на річці Джелум. Він заснував міста Авантіпур та Суяпур.
Продовжив політику попередників щодо підтримки різних релігій, надаючи кошти на спорудження шиваїстських і вішнуїстських храмів, буддистських монастирів. Найважливішими з індуїстських храмів були Авантісварі та Авантісвамі, присвячені Шиві та Вішну відповідно в місті Авантіпурі.
Був покровителем мистецтв, а найвизначнішим вченим свого часу були Анандхавардана, автор «Джаванялоки», та Ратнакара, що написав «Харавіяджа». Помер 883 року, після чого почалася боротьба за трон між його синами.